# 螺溪街道
螺溪镇，是中华人民共和国四川省南充市高坪区下辖的一个乡镇级行政单位。2019年10月，撤销凤凰乡和螺溪镇，设立螺溪街道，以原凤凰乡和原螺溪镇所属行政区域为螺溪街道的行政区域。

## 行政区划
螺溪镇下辖以下地区：
螺溪社区、保安院村、刘家坝村、二龙桥村、九树村、枣子沟村、端公溪村、狮子洞村、鞍子岭村、龙圈子村、三叉坡村、对鹅坝村和三步桥村。